# Ondříčkovo kvarteto

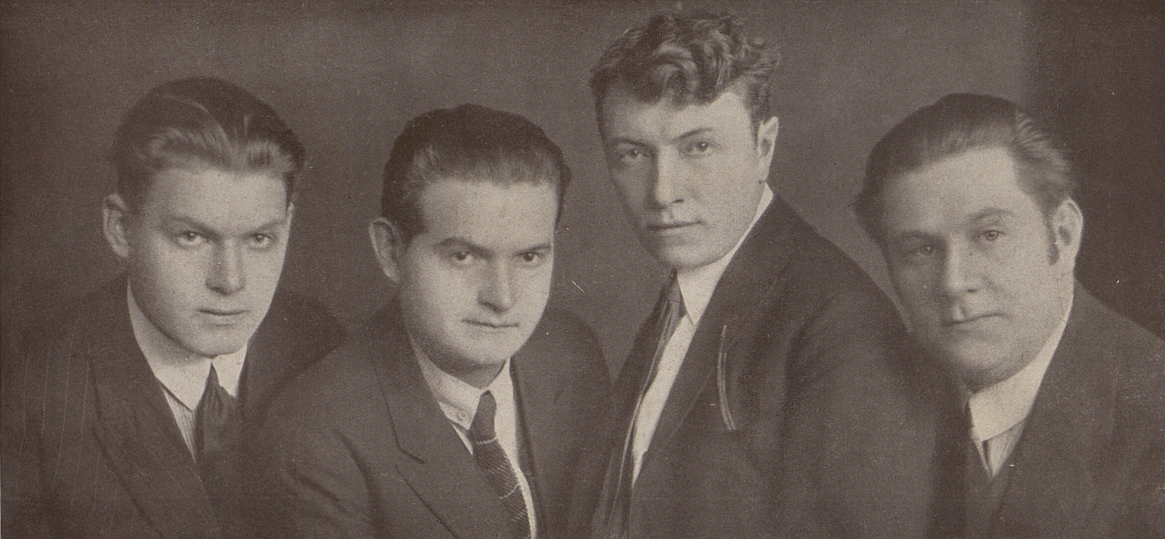
Ondříčkovo kvarteto kolem roku 1926 (zleva: Jaroslav Pekelský, Kamil Vyskočil, Vincenc Zahradník, Bedřich Jaroš)

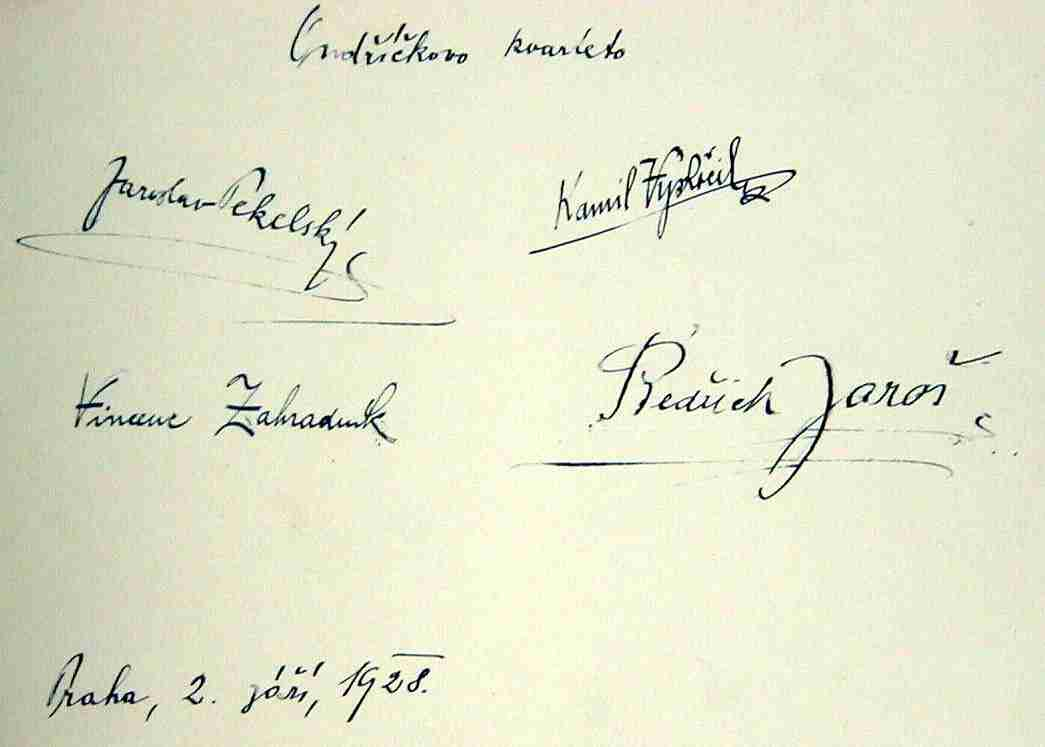
Autogramy zakládajících členů kvarteta

Ondříčkovo kvarteto bylo české smyčcové kvarteto působící v letech 1921 až 1958.

## Historie
Založeno bylo v roce 1921 žáky Františka Ondříčka na Pražské konzervatoři pod původním názvem Umělecké smyčcové kvarteto. Po Ondříčkově smrti roku 1922 neslo na jeho počest název Ondříčkovo kvarteto.
V letech 1927 až 1955 působilo pod patronací Československého rozhlasu. jako komorní sdružení Československého rozhlasu v Praze. Zaměřovalo se na klasický repertoár, především dílo Antonína Dvořáka, neopomíjelo však ani soudobou hudbu.
Dne 29. dubna 1945 Ondříčkovo kvarteto premiérovalo nedokončený smyčcový kvartet Antonína Dvořáka – Kvartetní větu F dur.

## Složení
První housle
Jaroslav Pekelský (1921–1936)
Richard Zika (1936–1947)
Josef Holub
Druhé housle
Kamil Vyskočil (1921–1932)
Richard Zika (1932–1936)
Jaroslav Pekelský (1936–1958)
Viola
Vincenc Zahradník (1921–1958)
Violoncello
Bedřich Jaroš (1921–1958)